# Johan Albrecht Ehrenström
Johan Albrecht Ehrenström (né le 28 août 1762 à Helsinki et mort le 15 avril 1847 à Helsinki) est un sénateur finlandais.

## Carrière
Johan Ehrenström habite dans la région de l'Empire suédois qui devient ensuite la Finlande. 
Après la défaite suédoise de 1809 lors de la Guerre de Finlande, la région est intégrée à l'Empire russe, et la ville d'Helsinki devient la nouvelle capitale du Grand-duché de Finlande.
Johan Ehrenström est alors choisi comme président du comité chargé de la reconstruction de la ville d'Helsinki dont un incendie avait détruit en 1808 une grande partie de ses constructions en bois.
Contrairement à l'ancien aménagement médiéval avec des rues étroites et tortueuses, Ehrenström propose qu'Helsinki soit organisée géométriquement avec de larges avenues à la façon des anciennes cités de Grèce. 
Ce plan est approuvé par le « Grand Duc de Finlande », en fait le Tsar Alexandre Ier de Russie, et Helsinki est alors reconçue par l'architecte Carl Ludvig Engel.
Après le grand incendie de 1822 qui dévaste la ville d'Oulu, Ehrenström est chargé de concevoir un nouveau plan d'aménagement urbain pour cette ville. Ce plan est terminé en 1824 et ratifié par le Tsar en 1825.